# A Woman Needs Love (Just Like You Do)
A Woman Needs Love (Just Like You Do) is een lied van de Amerikaanse r&b-groep Raydio, geschreven en gezongen door Ray Parker Jr.. Het werd op 21 februari 1981 uitgebracht als voorbode van het gelijknamige vierde album dat tevens het laatste was dat Parker met Raydio opnam.

## Achtergrond
Parker schreef het lied als tegenhanger van debuutsingle Jack and Jill (vernoemd naar het Engelse kinderrijmpje) waarin 'Jack' zich verwaarloosd voelde door 'Jill' die nog maar zelden thuis was. A Woman Needs Love is geschreven vanuit 'Jills' standpunt getuige het tekstfragment "By the time poor Jack returned up the hill, somebody else had been loving Jill."Mannen met ouderwetse denkpatronen en dubbele moralen zijn bij deze gewaarschuwd dat ook vrouwen in staat zijn om vreemd te gaan wanneer zij liefde en aandacht tekort komen.

## Hitnoteringen en promotie
Her lied kwam in Amerika tot de vierde plaats in de Billboard Hot 100 en leverde Parker zijn eerste nr.1-notering op in de r&b-chart. In de eindejaarslijst van 1981 stond het op nr. 16. Ook Ook in Nederland haalde het lied top tien-noteringen; nr.7 in de top 40 en nr.9 in de Single Top 100. In de eindejaarslijst stond het op plaats 92. Ter promotie kwam Parker naar de Toppop-studio; zonder de overige groepsleden die in de videoclip slechts een bijrol hadden. 

## Muzikanten

### Raydio
- Ray Parker Jr. – leadzang, gitaren, bas
- Arnell Carmichael – achtergrondzang

### Gastmuzikanten
- Jack Ashford – tambourijn
- Michael Boddicker – synthesizers
- Ollie E. Brown – percussie
- Paul Jackson Jr. – gitaren
- Sylvester Rivers – piano, synthesizers
- Larry Tolbert – drums